# Рокококо, Джо
Джозева́та Талига «Джо» Рококо́ко (фидж. Josevata Taliga "Joe" Rokocoko [rokoˈðoko], родился 6 июня 1983 года в Нанди) — новозеландский регбист фиджийского происхождения, выступавший на позиции винга (как левого, так и правого). В рейтинге регбистов с наибольшим количеством занесённых попыток в играх за сборные занимает 9-е место.

## Биография

### Ранние годы
Джосевата Рокококо родился 6 июня 1983 года в фиджийском городе Нанди. В возрасте 5 лет его семья переехала в город Уэймаут (Южный Окленд), где Джо поступил в школу имени Джеймса Кука. Позже учился в колледже святого Кентигерна в Манукау, где получал стипендию как спортсмен и игрок сборной школ Новой Зеландии созыва 2001 года. Выступал за сборные Новой Зеландии до 16, до 19 и до 21 года, прежде чем начать карьеру в Супер 12.

### Игровая карьера
В 2003 году Рокококо дебютировал в рядах «Блюз» в Супер 12, а в том же году, 14 июня дебютировал в рядах «Олл Блэкс» под руководством Джона Митчелла матчем против англичан (поражение 13:15 в Веллингтоне). В течение первых 20 тест-матчей подряд он не уходил без попытки, занеся 25 попыток в этих встречах, и перебил рекорд Джоны Лому и Кристиана Каллена из 17 попыток в тестовых матчах, сравнявшись по числу попыток за 2003 год с попытками Дайсукэ Охаты из сборной Японии. По итогам 2003 года Рокококо был признан лучшим новичком по версии Международной ассоциации регбистов (англ. International Rugby Players' Association). На самом чемпионате мира в Австралии в тот же год Рокококо со сборной взял бронзовые медали, отметился 11 попытками в играх против Уэльса, Австралии и ЮАР. С 2002 года Рокококо также играл в сборной по регби-7, занеся 27 попыток в 6 турнирах.
В 2004 году во втором тест-матче из серии против Англии, состоявшемся 19 июня, Рокококо отличился тремя попытками и принёс новозеландцам победу над действовавшими чемпионами мира со счётом 36:12. Через год на Кубке трёх наций в домашней встрече против ЮАР Рокококо занёс две попытки, а его команда в турне по Британским островам одержала впервые с 1978 года полную победу. К концу 2006 года Рокококо занёс 35 попыток в 39 тест-матчах. С момента чемпионата мира 2007 года, на котором новозеландцы прекратили борьбу на стадии четвертьфинала, и вплоть до июня 2009 года, когда шёл матч против Италии, Рокококо долго не мог отличиться в сборной. Всего к 2010 году он отметился 46 попытками в 68 тест-матчах (плюс одна неофициальная игра и одна попытка в ней), среди которых были четыре хет-трика (2003 — Франция и Австралия, 2004 — Англия, 2007 — Румыния). При этом он не перебил рекорд Дуга Хаулетта с 49 попытками. Помимо этого, в 2007 году Рокококо дебютировал в игре за звёздный клуб «Барбарианс» против сборной ЮАР. Финальная игра в майке сборной состоялась 6 ноября 2010 года против Англии в Лондоне.
В 2010 году в игре против «Уэстерн Форс» Рокококо занёс свою 100-ю попытку в карьере: помимо 47 попыток в играх за новозеландскую сборную, он занёс 19 попыток за «Окленд» в Кубке ITM и 40 за «Блюз». В 2011 году он покинул Супер Регби и переехал во Францию, где на протяжении 4 лет играл за «Авирон Байонне» в Топ 14 уже на позиции центрового; первый контракт действовал на два года с возможностью продления ещё на третий. Несмотря на продление своего контракта с Регбийным союзом Новой Зеландии в 2011 году, Джо не получил приглашение от Грэма Генри на домашний чемпионат мира. В июле 2015 года Рокококо заключил контракт с «Расинг Метро 92», дебютировав 21 августа 2015 года в игре против «Тулона». Дебютную попытку занёс 13 сентября 2015 года против «Гренобля». В том же году участвовал в товарищеском матче между «Тулоном» и Классик Олл Блэкс памяти погибшего Джерри Коллинза.
13 сентября 2019 года Рокококо объявил о завершении своей профессиональной карьеры регбиста и своего «невероятного путешествия» по миру регби.

### Личная жизнь
Джо Рокококо приходится кузеном двум известным регбистам — Джоэли Видири из «Блюз» и Илиесе Танивуле из «Окленда». Рокококо называет своим кузеном ещё одного игрока — Стива Сививату, который долго жил в семье Рокококо, но при этом кровным родственником Джо не является. Регбисты, тренеры и комментаторы называют игрока Джо, однако по просьбе самого Рокококо во всех официальных документах (в том числе в программках) указывается его полное имя Джосевата.
С января 2008 года Рокококо состоит в браке со своей давней подругой Беверли Политини, дочерью майора вооружённых сил Фиджи Ховарда Политини. На свадьбе присутствовало много членов команды «Олл Блэкс». Есть сын Сайпресс.

## Стиль игры
Известность Рокококо принесли ему его физическая сила и игровая скорость, вследствие чего уже на заре карьеры Джо Рокококо пресса сравнивала с Джоной Лому, несмотря на отличие в антропометрических данных (Лому был выше примерно на 7,5 см и тяжелее на 20 кг). Но манера игры Рокококо значительно отличалась от игры Лому: если последний предпочитал проламывать оборону противника, словно кувалдой, то Рокококо делал ставку на ловкость и скорость, действуя скорее как классический спринтер, и ускользал как змея. Скоростные характеристики Рокококо позволяли его сравнивать по технике движения с Джоном Кируэном, а сравнения с Лому игрок очень не любил и говорил, что Лому — совсем другой человек и настоящий игрок мирового класса.
На тренировках Рокококо пробегал 40 м за 4,66 с, вследствие чего превосходил в скорости даже бывшего легкоатлета Дуга Хаулетта, пробегавшего 100 м за 10,7 с. При этом также отмечались физическая сила Джо и его мастерское владение мячом: он говорил, что игра на позиции винга не заключается в одной беготне, а в использовании всех игровых возможностей, что подтверждалось высокой результативностью Джо с 2003 года в регбийке сборной. Традиционным игровым номером Джо был номер 11.